# Eumorsea pinaleno
Eumorsea pinaleno là một loài côn trùng thuộc họ Eumastacidae. Đây là loài đặc hữu của Hoa Kỳ.